# Friedrich Schmitt (Sänger)
Friedrich Schmitt (* 18. September 1812 in Frankfurt am Main; † 17. Januar 1884 in Berlin) war ein deutscher Sänger der Stimmlage Tenor und Gesangslehrer. Er gilt als Reformator der Gesangspädagogik in Deutschland. Er hatte sich als erster erfolgreich mit der „Gesundschulung kranker und verbildeter Sängerstimmen“ beschäftigt.

## Leben und Werk
Friedrich Schmitt entstammte einer Musikerfamilie. Zunächst wurde er in Mainz erzogen. Ersten Musik- und Klavierunterricht erhielt er in Frankfurt bei Aloys Schmitt. Eigentlich war Friedrich Schmitt für einen kaufmännischen Beruf bestimmt und absolvierte in Frankfurt eine kaufmännische Lehre. Er konnte dann jedoch bei Charlotte Mangold in Darmstadt und bei Joseph Hartmann Stuntz in München seine schöne Tenorstimme ausbilden.
Sein Debüt gab Schmitt bei einem Gastspiel an der Münchner Hofoper im Jahr 1833 als Alfonso in der Oper Zampa von Ferdinand Hérold. Er wurde daraufhin bis 1834 festes Ensemblemitglied der Oper als lyrischer Tenor. Schmitt sang in der Folge am Stadttheater Magdeburg, der Oper Leipzig und der Hofoper Dresden. Nach dem frühen Verlust seiner Stimme wirkte er als Gesangslehrer in München, Wien und Berlin. Zu seinen Schülern in München gehörte Julius Hey.
Schmitt sollte auf Wunsch Richard Wagners gemeinsam mit Peter Cornelius in München die Organisation von Wagners neuer Gesangsschule vorbereiten. Es kam allerdings zu einem Zerwürfnis mit Wagner, woraufhin Schmitt München verließ.
Friedrich Schmitt verfasste die Große Gesangschule für Deutschland (München 1854, 1864), Die Auffindung der voix mixte (München 1868), Vorschlag zu einem verbesserten Leseunterricht in den Schulen (Wien 1870, 2. Auflage als System zur Erlernung der deutschen Sprache, München 1874).